# Салча (Аляска)
Салча (англ. Salcha) — статистически обособленная местность, расположенная в боро Фэрбанкс-Норт-Стар (штат Аляска, США) с населением в 1095 человек по статистическим данным переписи 2010 года.

## География
По данным Бюро переписи населения США статистически обособленная местность Салча имеет общую площадь в 192,18 квадратных километров, из которых 186,48 кв. километров занимает земля и 5,7 кв. километров — вода. Площадь водных ресурсов составляет 2,97 % от всей его площади.
Статистически обособленная местность Салча расположена на высоте 204 метра над уровнем моря.

## Демография
По данным переписи населения 2000 года в Салча проживало 854 человек, 224 семьи, насчитывалось 317 домашних хозяйств и 388 жилых домов. Средняя плотность населения составляла около 4,6 человека на один квадратный километр. Расовый состав Салча по данным переписи распределился следующим образом: 87,82 % белых, 1,64 % — чёрных или афроамериканцев, 3,86 % — коренных американцев, 0,94 % — азиатов, 0,23 % — выходцев с тихоокеанских островов, 4,22 % — представителей смешанных рас, 1,29 % — других народностей. Испаноговорящие составили 2,81 % от всех жителей статистически обособленной местности.
Из 317 домашних хозяйств в 36 % — воспитывали детей в возрасте до 18 лет, 59,3 % представляли собой совместно проживающие супружеские пары, в 8,2 % семей женщины проживали без мужей, 29,3 % не имели семей. 21,5 % от общего числа семей на момент переписи жили самостоятельно, при этом 3,5 % составили одинокие пожилые люди в возрасте 65 лет и старше. Средний размер домашнего хозяйства составил 2,69 человек, а средний размер семьи — 3,16 человек.
Население статистически обособленной местности по возрастному диапазону по данным переписи 2000 года распределилось следующим образом: 29,6 % — жители младше 18 лет, 5,9 % — между 18 и 24 годами, 29,6 % — от 25 до 44 лет, 28,6 % — от 45 до 64 лет и 6,3 % — в возрасте 65 лет и старше. Средний возраст жителей составил 38 лет. На каждые 100 женщин в Салча приходилось 111,4 мужчин, при этом на каждые сто женщин 18 лет и старше приходилось 115,4 мужчин также старше 18 лет.
Средний доход на одно домашнее хозяйство в статистически обособленной местности составил 54 063 доллара США, а средний доход на одну семью — 61 563 доллара. При этом мужчины имели средний доход в 42 863 доллара США в год против 26 071 доллар среднегодового дохода у женщин. Доход на душу населения в статистически обособленной местности составил 22 616 долларов в год. Все семьи Салча имели доход, превышающий уровень бедности, 3,9 % от всей численности населения находилось на момент переписи населения за чертой бедности, при том все жители младше 18 и старше 65 лет имели совокупный доход, превышающий прожиточный минимум.